# 国道197号
国道197号（こくどう197ごう）は、高知県高知市から大分県大分市に至る一般国道である。

## 概要

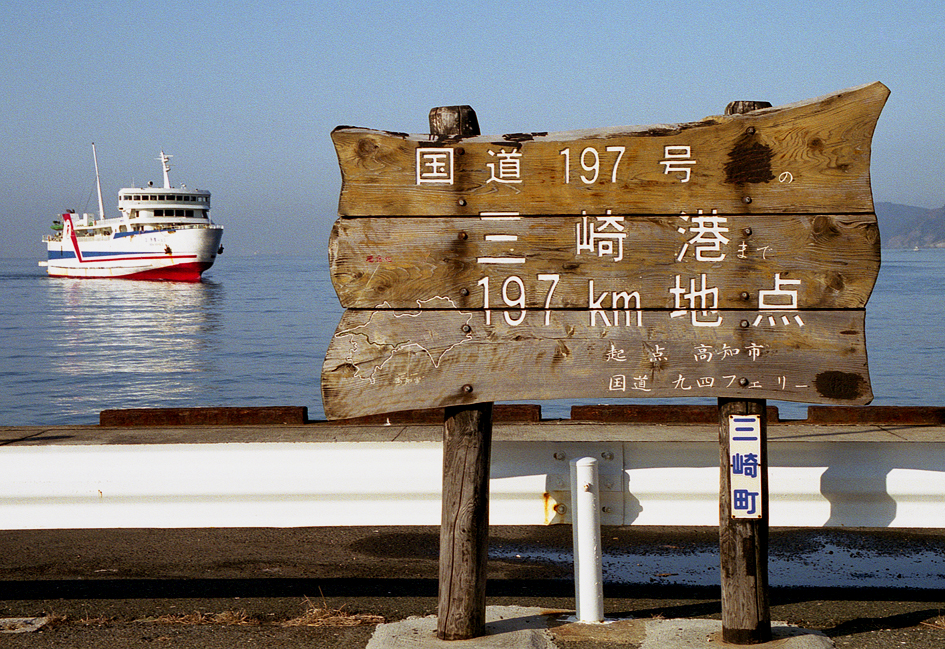
かつて三崎港は国道197号の197 km地点であった。後方は、国道九四フェリー"ニュー豊予2"。（2000年撮影）

四国と九州を結ぶ海上区間がある一般国道の路線で、高知県の県庁前交差点を起点に西へ四国山地を迂回し、愛媛県の佐田岬半島まで陸上区間が続き、関サバ・関アジの漁場で知られる豊予海峡を挟んで大分県の佐賀関半島から終点の大分市に至る。高知県内の高知市から須崎市にかけてと、愛媛県大洲市内の一部では共に国道56号と重複している。また、四国・九州間の豊後水道は海上国道方式で、旧日本道路公団が開設し後に民間事業者の国道九四フェリーへ移管したフェリー航路によって、三崎・佐賀関両港間が結ばれている。地域高規格道路豊後伊予連絡道路の構想もある。
愛媛県の八幡浜市より西側に細長く伸びる佐田岬半島のルートは、愛称「佐田岬メロディーライン」とよばれる尾根部を走る快走路である。一方、大分県内の区間は愛媛街道と呼ばれ、古くから幹線道路として知られている。
高知県の津野山地域は、幕末のころ土佐から伊予へ抜け長州に渡る利便性によって志士たちの脱藩ルートとなり、坂本龍馬や吉村寅太郎ら土佐勤王党の志士たちも脱藩するために通った道が、現在の国道197号だといわれる。このルートは「脱藩道」や「維新の道」とも呼ばれており、このことから高知県高岡郡津野町 - 同郡檮原町梼原の30.8 km区間は、土佐勤王の志士脱藩の歴史ある道として、1986年（昭和61年）8月10日の道の日に、旧建設省と「道の日」実行委員会により制定された「日本の道100選」にも選ばれている。

### 路線データ
一般国道の路線を指定する政令に基づく起終点および重要な経過地は次のとおり。
- 起点：高知市（県庁前交差点 = 国道32号・国道55号終点、国道33号・国道56号・国道194号・国道195号・国道493号起点）
- 終点：大分市（大道入口交差点 = 国道10号交点、国道57号・国道217号・国道442号起点、国道210号終点）
- 重要な経過地：土佐市、須崎市、高知県高岡郡東津野村[注釈 2]、同郡檮原町、愛媛県北宇和郡日吉村[注釈 3]、大洲市、八幡浜市、同県西宇和郡保内町[注釈 4]、同郡三崎町[注釈 5]、大分県北海部郡佐賀関町[注釈 6]
- 総延長 : 279.6 km（愛媛県 129.9 km、高知県 90.9 km、大分県 58.8 km）重用延長、未供用延長（海上区間）を含む[9][注釈 7]
- 重用延長 : 41.1 km（愛媛県 2.5 km、高知県 38.5 km、大分県 - km）[9][注釈 7]
- 未供用延長 : 30 km（愛媛県 15.0 km、高知県 - km、大分県 15.0 km）[9][注釈 7]
  - 未供用延長のうち海上区間 : 30 km（愛媛県 15.0 km、高知県 - km、大分県 15.0 km）、豊予海峡（国道九四フェリー航路）[9][注釈 7]
- 実延長 : 208.5 km（愛媛県 112.3 km、高知県 52.3 km、大分県 43.8 km）[9][注釈 7]
  - 現道 : 194.1 km（愛媛県 102.8 km、高知県 51.6 km、大分県 39.7 km）[9][注釈 7]
  - 旧道 : 6.4 km（愛媛県 1.5 km、高知県 0.7 km、大分県 4.1 km）[9][注釈 7]
  - 新道 : 8.0 km（愛媛県 8.0 km、高知県 - km、大分県 - km）[9][注釈 7]
- 指定区間：国道32号、国道56号と重複する区間（高知県高知市・県庁前交差点（起点） - 須崎市・下分甲交差点、愛媛県大洲市・肱川橋交差点 - 北只南交差点）[10]

## 歴史
1953年（昭和28年）に、現行の道路法（昭和27年法律第180号）に基づき、松山市 - 高知市間が二級国道197号松山高知線として初回指定されたが、同路線は1963年（昭和38年）に一級国道56号に昇格。
同日新たに大分市 - 大洲市間が国道197号大分大洲線として指定された。国道指定当初は大分市の国道10号と大洲市の国道56号を結ぶ路線であったが、1970年（昭和45年）に起終点を交換するとともに、新たな起点側を大洲市から高知市まで延伸した。
四国側は、かつては高知県高岡郡津野町の布施ヶ坂や愛媛県佐田岬半島の区間を代表とする悪路・狭隘路として知られており、四国では197号のことを数字の語呂合わせで「イクナ（行くな）国道」と呼称されることもあった。佐田岬半島のかつての旧道は、半島南側の海岸線に沿うルートが採られていた。この地域の改築に関しては、権限代行により建設省（現国土交通省）が1970年（昭和45年）から佐田岬メロディーライン、日吉・高研地区、大洲西地区、鹿野川地区の道路改築事業に着手し、佐田岬半島については山の尾根を貫くよう大幅なルート変更が施され、その後にも愛媛・高知両県で逐次行われた数々の改良工事により、2021年（令和3年）12月25日からは大洲市内の一部と名坂トンネルとその前後を除いて2車線道路となっている。
四国山地を越えなければならないという険しい地理的条件により、最後の難所とされていた布施ヶ坂（高知県津野町）を最後に1991年度（平成3年度）に道路は全面改良されている。

### 年表
- 1963年（昭和38年）4月1日 - 二級国道197号大分大洲線（大分市 - 大洲市）として指定施行[13]。
- 1965年（昭和40年）4月1日 - 道路法改正により一級・二級区分が廃止されて一般国道197号として指定施行[8]。
- 1970年（昭和45年）4月1日 - 起終点を交換して起点側を延伸し、一般国道197号（高知市 - 大分市）として指定施行[14]。
- 1971年（昭和46年）4月16日 - 夜昼トンネル完成[18]。
- 1974年（昭和49年）11月15日 - 大峠トンネル完成[19]。
- 1976年（昭和51年）12月21日 - 三崎トンネル開通[20]。
- 1981年（昭和56年）8月12日 - 高研山トンネル完成[21]。
- 1982年（昭和57年）11月30日 - 大洲西道路完成[21]。
- 1983年（昭和58年）11月30日 - 高岡地区（檮原工区、日吉工区、延長16.9 km）完成[21]。
- 1983年（昭和62年）12月4日 - 三崎地区（延長35.2 km）完成[22]。
- 1991年（平成3年）10月25日 - 布施ヶ坂地区完成[23]。
- 1999年（平成11年）6月26日 - 鹿野川道路完成[16]。
- 2002年（平成14年）4月6日 - 大分南バイパス全線供用開始。
- 2007年（平成19年）3月31日 - 古宮〜小志生木バイパスの一部区間（大分市佐賀関 - 志生木）完成。
- 2012年（平成24年）3月27日 - 古宮〜小志生木バイパスの残り区間（大分市志生木辛幸地区 - 小志生木地区）が完成し、全線供用開始[24]。
- 2013年（平成25年）3月17日 - 名坂道路（大洲・八幡浜自動車道）開通[25]。
- 2021年（令和3年）12月25日 - 野越バイパスが開通[26][27]。

## 路線状況

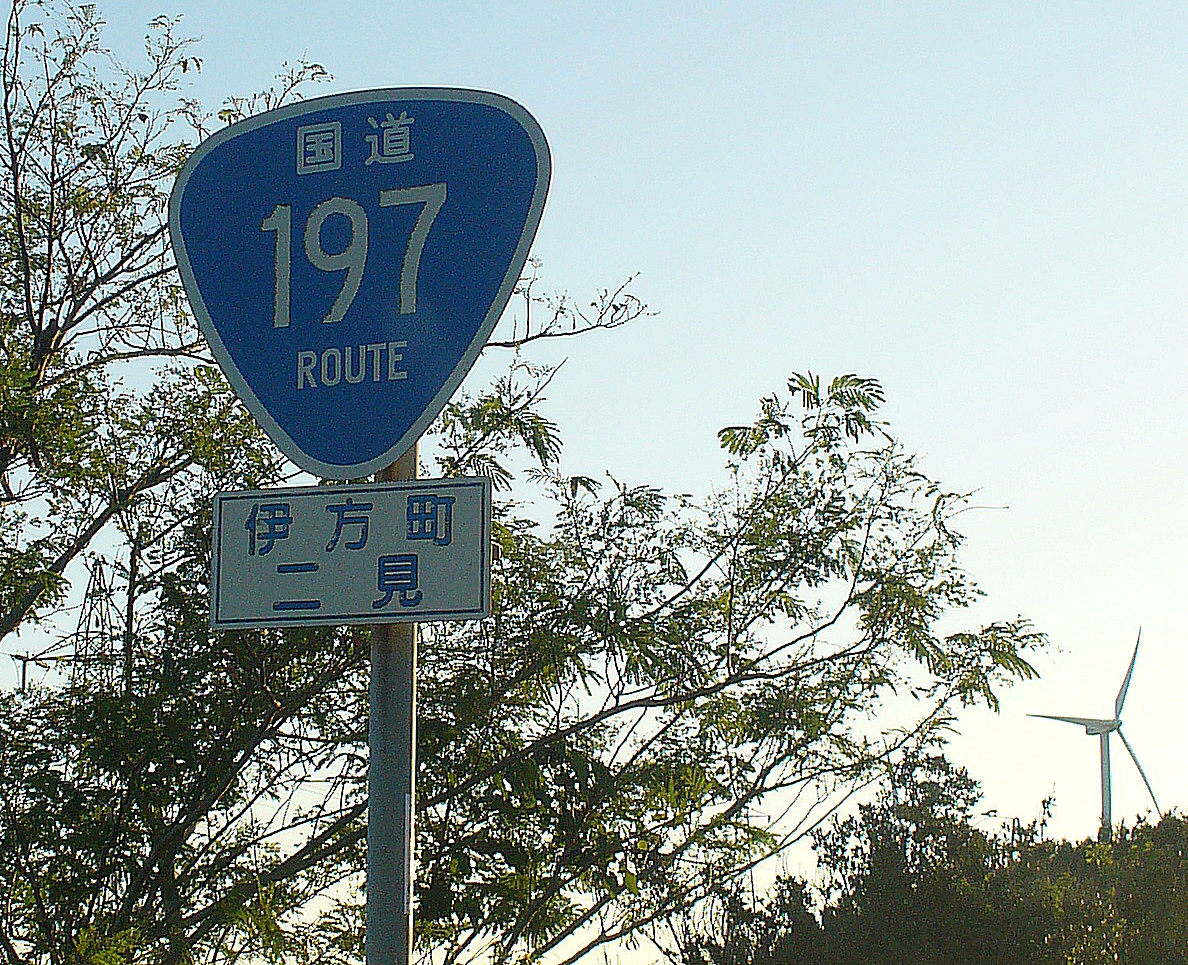
愛媛県伊方町二見付近。通称メロディーライン上の道路標識。

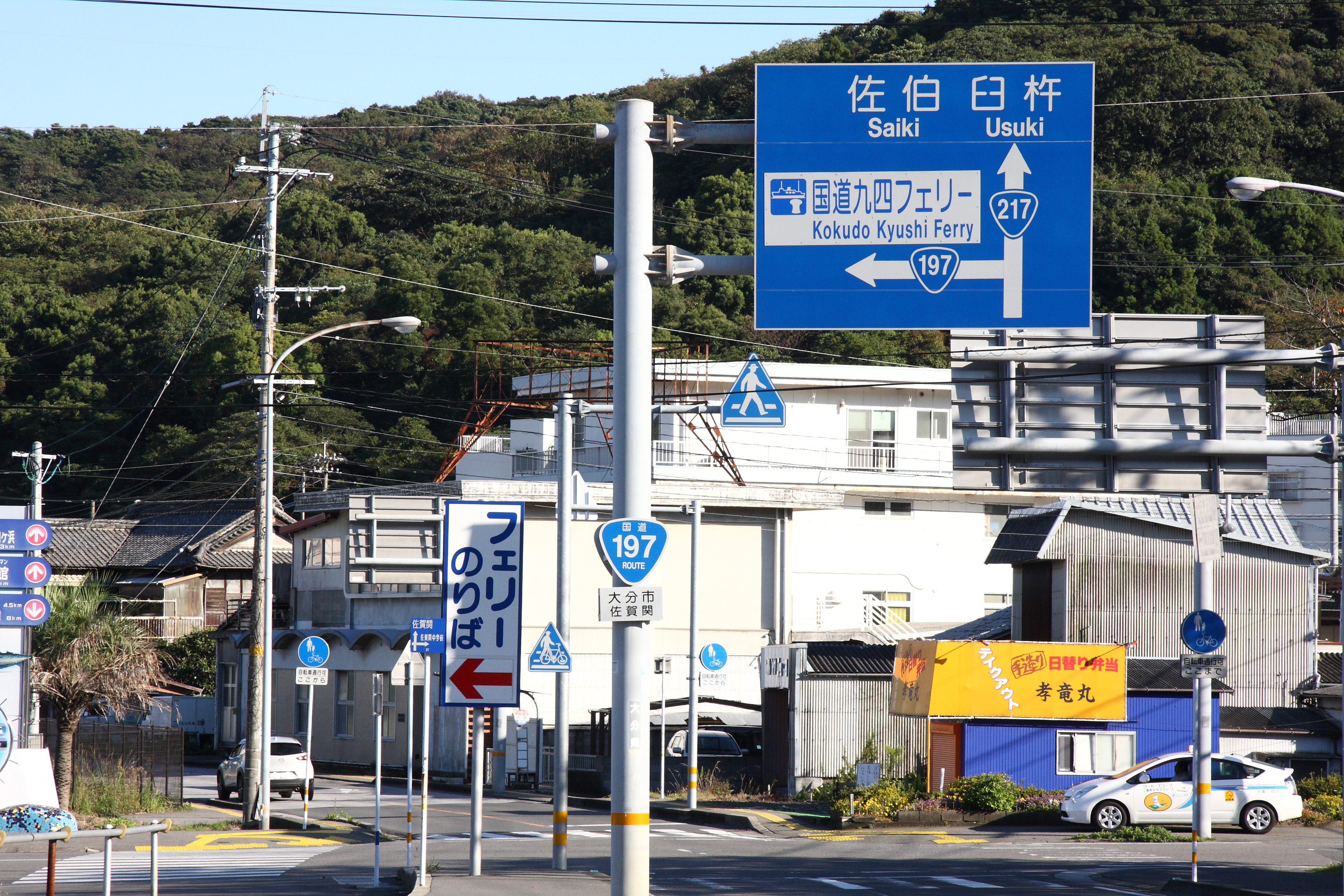
大分県大分市佐賀関付近。国道217号との重複区間から佐賀関港への分岐を示す道路標識。

高知県高岡郡檮原町と高岡郡津野町の間の野越トンネルが1.5車線と狭小トンネルであることから、高知県は2010年度（平成22年度）より「野越バイパス」の整備に着手した。
大洲市内には柚木と田口の間に狭路区間が残されている。この区間は大洲道路で迂回可能であり大洲道路が実質的なバイパスとなっている。
佐田岬半島周辺は地質がもろいため、地すべり等が発生しやすい。同地区にある名取トンネル（愛媛県西宇和郡伊方町 - 旧三崎町）は内部の漏水によって崩壊しかねない状況となっており、2005年（平成17年）5月から八幡浜方面から別ルートで再掘削し、旧トンネル内で合流などの工事が行われていて1 kmほどの迂回路が設置されていたが、2007年（平成19年）7月25日に復旧・開通した。佐田岬半島区間は「メロディーライン」の愛称がつけられており、尾根伝いの中心線に沿うことからスカイラインのような道となっている。
愛媛県内区間の一部は地域高規格道路の大洲・八幡浜自動車道として抜本的に改良整備中であり、2013年3月17日に一部区間が開通した。
四国の佐田岬の突端に位置する三崎港（愛媛県西宇和郡伊方町）と九州の佐賀関港（大分県大分市）を結ぶ海上区間（海上国道）は、国道九四フェリーによって所要時間1時間10分で結ばれ、1時間に1便の就航数があり夜間の往来もある。
大分県側の佐賀関地区では、幅員が狭く急カーブが連続する古宮 - 小志生木区間等で拡幅や線形の改良が行われてきた。2012年（平成24年）からは大志生木地区で道路改良事業が進められている。
大分市中心部の通称昭和通りの区間（舞鶴橋西交差点 - 中春日交差点）では、2016年（平成28年）に再整備の方針（リボーン197）を定め、歩道橋の撤去や街路樹の移植等が進められている。

### 通称
- 大分県
  - 昭和通り（大分市・舞鶴橋西交差点 - 中春日交差点）

### バイパス
- 地域高規格道路
  - 大洲・八幡浜自動車道（大洲市 - 八幡浜市保内町）
  - 豊後伊予連絡道路（候補路線）
- 高知県内
  - 布施ヶ坂地区
  - 野越バイパス
- 愛媛県
  - 日吉・高研地区
  - 鹿野川道路
  - 大洲西地区
  - 佐田岬メロディーライン
- 大分県
古宮〜小志生木バイパス（佐賀関バイパス）
大分市佐賀関から志生木間の線形不良箇所を解消し、安全で円滑な交通の確保を目的とした延長2.2 kmの2車線道路として計画された。1995年（平成7年）に事業着手。2007年（平成19年）3月1.3 kmを部分供用。2012年（平成24年）3月全線供用[24]。
  - 大分東バイパス
  - 大分南バイパス

### 重複区間
- 国道32号（高知県高知市本町・県庁前交差点（起点） - 高知県高知市知寄町・知寄町1丁目交差点）
- 国道56号（高知県高知市本町・県庁前交差点（起点） - 高知県須崎市下分・下分甲交差点）
- 国道439号（高知県高岡郡津野町北川 地内）
- 国道56号（愛媛県大洲市中村・肱川橋交差点 - 愛媛県大洲市北只・北只南交差点）
- 国道378号（愛媛県八幡浜市東新川・江戸岡交差点 - 愛媛県八幡浜市保内町宮内）
- 国道217号（大分県大分市大字佐賀関・佐賀関港 -大分県大分市新町・大道入口交差点（終点））

### 道路施設

#### 橋梁

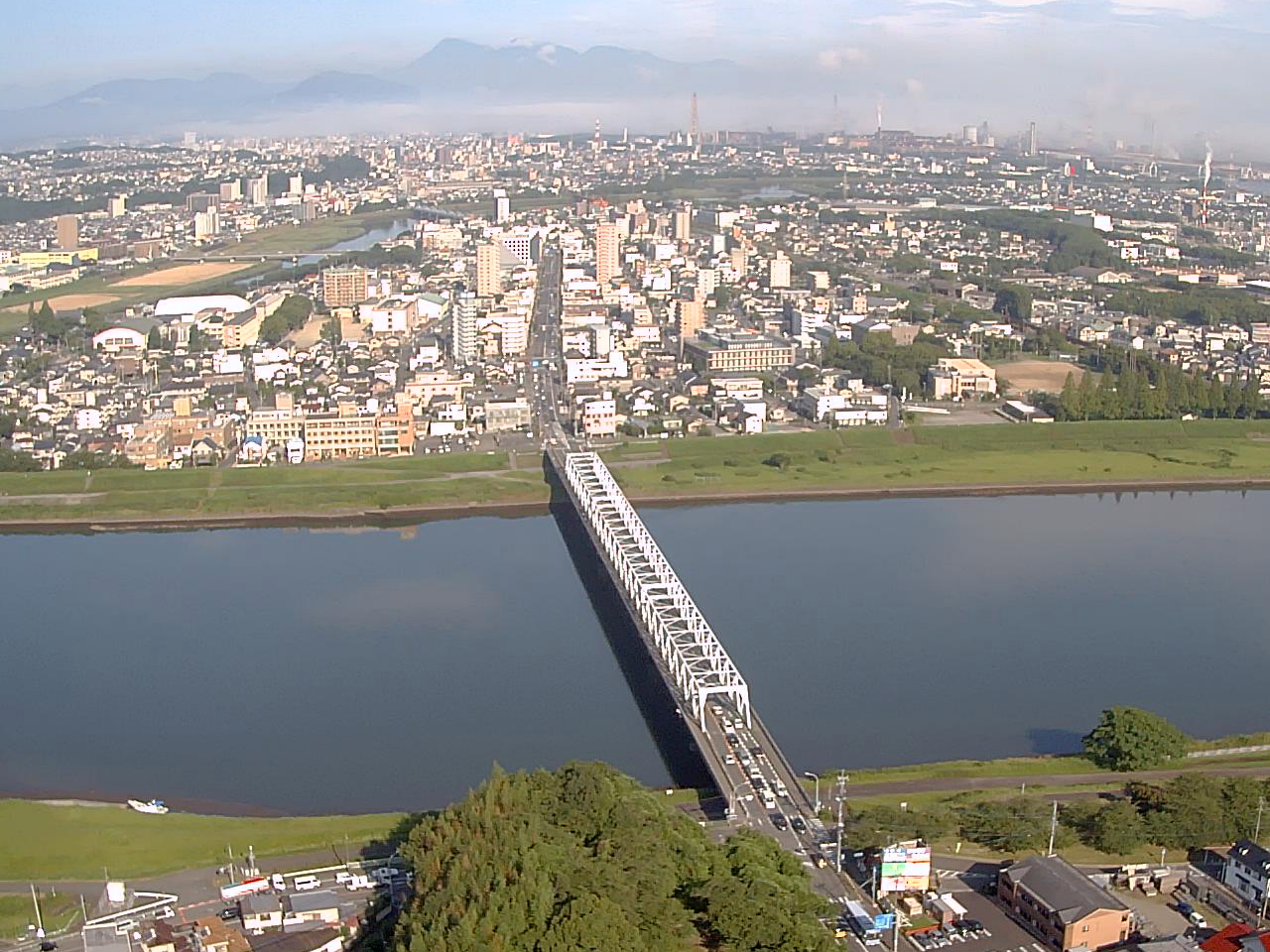
大野川に架かる鶴崎橋

- 竹ヶ谷橋 (橋長149.0m、 幅員10.5ｍ）
- 飯母橋 (橋長116.6m、 幅員10.3ｍ）
- 日吉橋（橋長99 m、幅員12.0 m）
- 新宇和川橋（橋長115.0 m、幅員8.75 m）
- 塩成大橋（橋長200.0 m、幅員9.0 m）
- 鶴崎橋（橋長334.5 m）
- 乙津橋（橋長310.0 m）
- 舞鶴橋（橋長302.6 m、幅員15.0 m）

#### 主なトンネル
- 当別峠トンネル（延長831 m、幅11.25m）
- 新野越トンネル（延長796 m、幅10.25m）
- 高研山トンネル（延長1,562 m、幅8.3 m）
- 栗の木トンネル（延長1,552 m、幅9.25 m）
- 大地トンネル（延長1,337 m、幅9.25 m）
- 久下トンネル（延長911 m、幅9.25 m）
- 大洲西トンネル（延長1,078 m、幅9.0 m）
- 夜昼トンネル（延長2,141 m、幅8.8 m）
- 大峠トンネル（延長1,081 m)
- 佐賀関トンネル（延長1,006 m）

#### 道の駅
- 高知県
  - 布施ヶ坂（高岡郡津野町船戸）
  - ゆすはら（高岡郡檮原町太郎川）
- 愛媛県
  - きなはい屋しろかわ（西予市城川）
  - 清流の里ひじかわ（大洲市肱川町宇和川）
  - 伊方きらら館（西宇和郡伊方町九町越）
  - 佐田岬半島ミュージアム（西宇和郡伊方町塩成）
- 大分県
  - 佐賀関（大分市大平）

## 地理

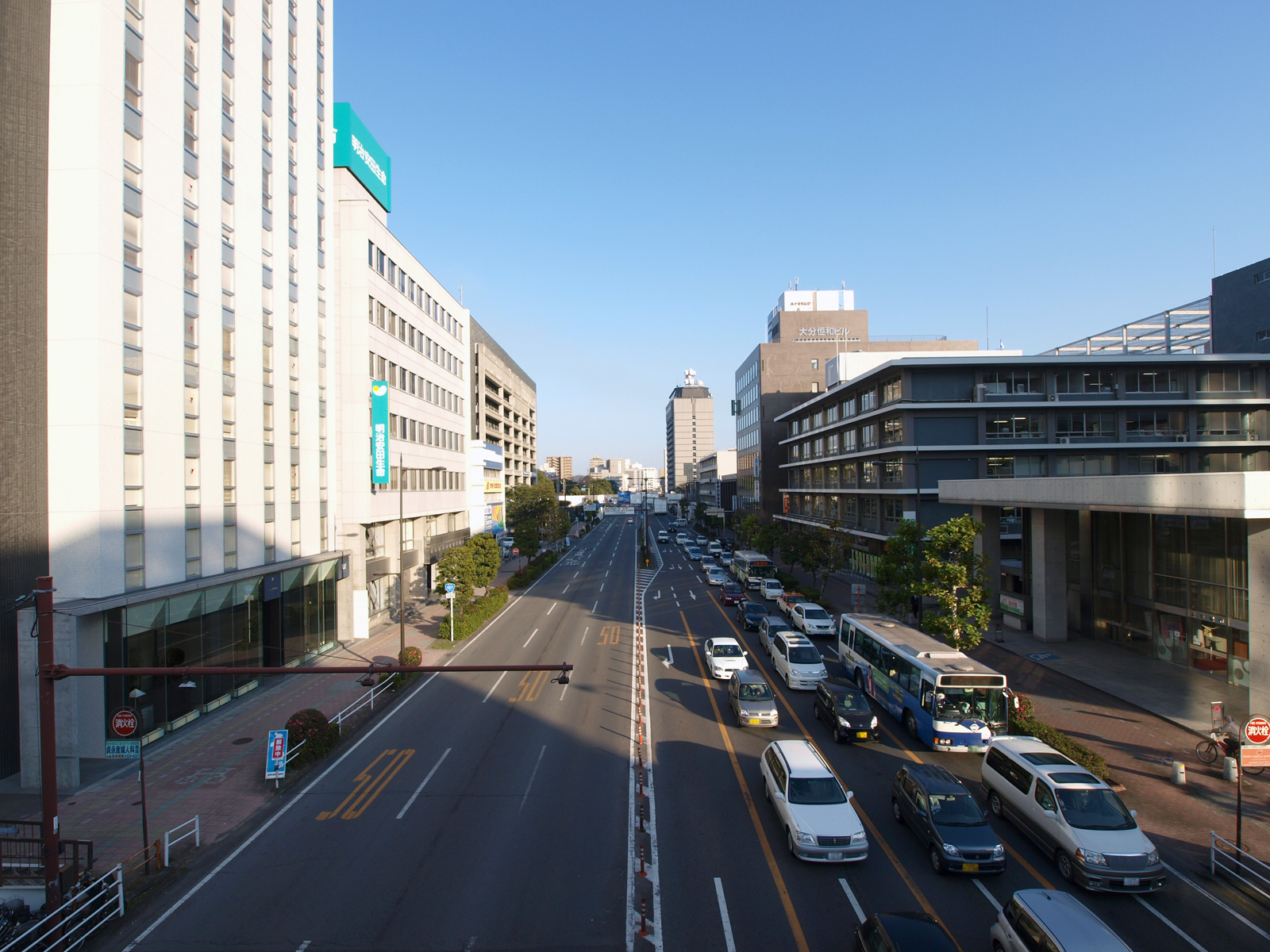
大分県庁、大分市役所などが並ぶ大分県大分市昭和通り交差点付近

### 通過する自治体
- 高知県
  - 高知市 - 土佐市 - 須崎市 - 高岡郡津野町 - 高岡郡檮原町
- 愛媛県
  - 北宇和郡鬼北町 - 西予市 - 大洲市 - 八幡浜市 - 西宇和郡伊方町
- 大分県
  - 大分市

### 交差する道路
- 国道32号・国道33号・国道55号・国道194号・国道195号（高知市）
- 国道494号（土佐市）
- 国道56号（須崎市、大洲市）
- 国道439号（津野町）
- 国道440号（檮原町）
- 国道320号（鬼北町）
- 国道441号（大洲市）
- 国道378号（八幡浜市）
- 国道217号（大分市大字佐賀関、佐賀関港）
- 国道10号・国道57号・国道210号・国道217号・国道442号（大分市新町、大道入口交差点・終点）